# Xã Palestine, Quận Woodford, Illinois
Xã Palestine (tiếng Anh: Palestine Township) là một xã thuộc quận Woodford, tiểu bang Illinois, Hoa Kỳ. Năm 2010, dân số của xã này là 1.043 người.